# Cabrera (kommun i Colombia, Santander, lat 6,56, long -73,27)
Cabrera är en kommun i Colombia.   Den ligger i departementet Santander, i den centrala delen av landet, 230 km norr om huvudstaden Bogotá. Antalet invånare är 1 924. Arean är 78 kvadratkilometer.
Terrängen i Cabrera är kuperad åt sydost, men åt nordväst är den bergig.